# Саморіз

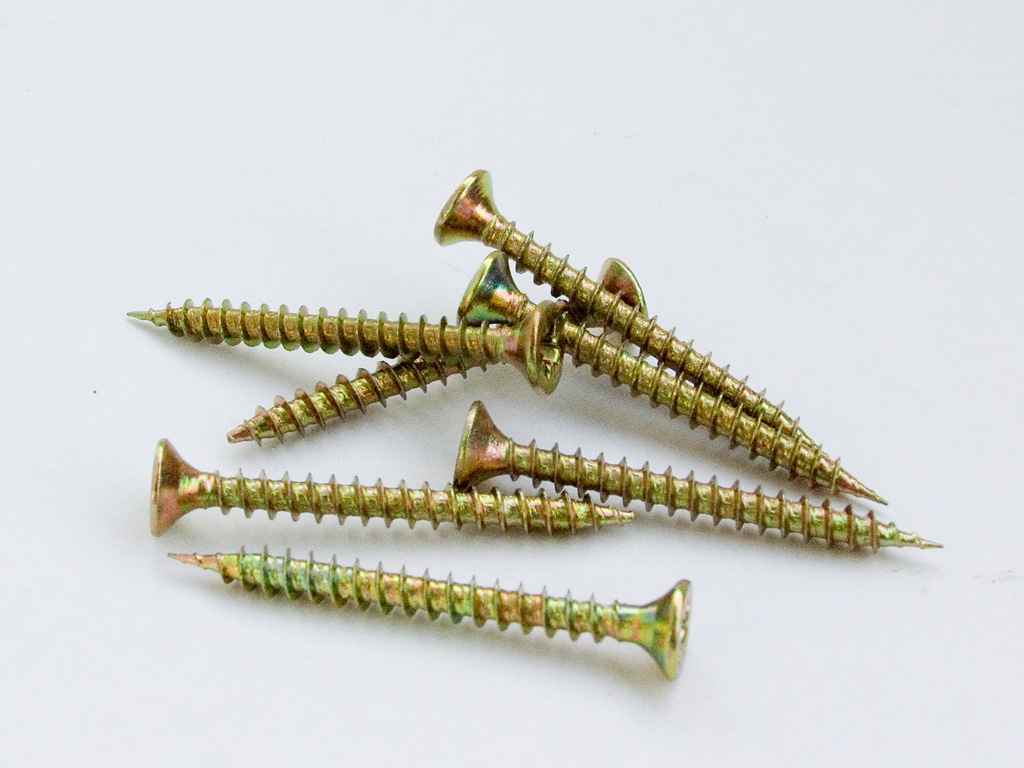
Саморізи для роботи по деревині

Саморіз (самонарізний шуруп) — кріпильний виріб у вигляді стрижня з головкою і спеціальною зовнішньою гвинтовою нарізкою.
При роботі з м'якими матеріалами (деревина, гіпсокартон тощо) саморіз не вимагає наявності попередньо виконаного свердлення; при роботі з жерстю попереднє свердження необхідне, але саморіз самостійно нарізає в отворі жерсті різьбову канавку.
На відміну від шурупів саморізи звичайно піддаються загартуванню, різьба на циліндричній поверхні в них виконується до головки, а вхідний край є більш загостреним (для роботи по деревині), виконується у вигляді свердла (для роботи по гіпсокартону), або взагалі затуплений (для роботи з пластмасовими дюбелями).